# Giambattista Gelli
Pour les articles homonymes, voir Gelli.
Giambattista Gelli (12 août 1498 - 24 juillet 1563) est un écrivain humaniste italien du XVIe siècle de la cour des Médicis à Florence.

## Biographie
Célèbre auteur florentin du XVIe siècle, Gelli se distingua dans la littérature philologique, dans la comédie et dans la philosophie morale. Il prouva par son exemple, comme l’a observé Scipione Ammirato, que ceux qui s’excusent de leur ignorance et de l’éloignement où ils ont vécu de la culture des lettres et des arts, sur leur pauvreté, leurs affaires, ou sur d’autres motifs de cette nature, n'en doivent en effet accuser que leur paresse. Né à Florence en 1498, il était le fils, selon les uns, d’un bonnetier ou chaussetier, calzaiuolo ; selon d’autres, d’un pauvre tailleur, sartore, et même d’un simple raccommodeur d’habits: il aida longtemps son père dans cette profession ; il l'exerça lui-même, et l'exerçait encore, ainsi que nous le verrons plus bas, lorsque, reçu membre de l’Académie florentine et même après en avoir été consul, il prononça devant cette illustre Académie le discours oratoire qui précède ses leçons sur le Dante. Malgré le désir très vif qu’il avait toujours montré de faire ses études, il n’en obtint la permission de son père qu’à l’âge de vingt-cinq ans. Ses progrès furent aussi grands que rapides. Il n'apprit point le grec, mais il devint très savant dans la langue latine ; et s’étant particulièrement appliqué à connaitre les principes, le vrai caractère et l’élégance de la langue toscane, il fut bientôt regardé comme un de ceux qui la parlaient et l'écrivaient le mieux. Il fut en 1540 un des principaux littérateurs qui se rassemblèrent chez Giovanni Mazzuoli, plus connu sous le nom du Stradino, et qui y formèrent l’Académie des Humides ; titre conforme à la mode académique qui régnait alors, et qu’elle changea trois mois après sa fondation, pour le nom plus convenable d’Académie florentine, qu’elle a illustré et qu’elle a toujours conservé depuis. Son président, qui était renouvelé tous les six mois, avait le titre de consul. Gelli obtint le consulat en 1548 : il fut de plus nommé trois fois censeur et réformateur de la langue, qui était la seconde dignité de l’Académie ; et ce fut en 1553 que le duc de Florence, Cosme Ier, le chargea d’expliquer publiquement la Divine Comédie du Dante, tandis qu’il chargeait aussi le Varchi d’expliquer le Canzoniere de Pétrarque. Ces dates peuvent paraitre indifférentes ; mais voici ce qui les rend dignes d’attention : dans le discours d’apparat que Gelli prononça devant l’Académie pour l’ouverture de ses leçons sur le Dante, il compte pour l’une des principales raisons qui l’ont engagé dans une entreprise si difficile l’amour qu’il a et qu’il a toujours eu pour ce grand homme, tant à raison de son savoir et de son sublime talent, que parce qu’il a été la première et la principale cause qui lui a fait apprendre tout ce qu’il sait. « Le seul désir, continue-t-il, d'entendre les hautes et profondes pensées de son merveilleux poème fut ce qui me porta, dans cet âge où l’homme est le plus livré aux plaisirs, et dans cette profession si étrangère aux lettres que j’exerçais et que j’exerce encore, à me mettre à étudier la langue latine, et ensuite à consacrer tout le temps que je pouvais prendre sur mes affaires domestiques à l’étude des sciences et des beaux-arts ; jugeant avec raison que vouloir sans leur secours entendre ce poème, c’était vouloir voler sans ailes, et vouloir naviguer sans boussole et sans gouvernail. » Ainsi à l’âge de cinquante-cinq ans, honoré des premières dignités littéraires de sa patrie, et après avoir publié avec succès un grand nombre d’ouvrages, il travaillait encore de son métier de bonnetier ou de tailleur d’habits, et cela non pas dans Florence républicaine, mais sous le second de ses ducs, et sous les yeux d’une cour brillante. Les affaires domestiques dont il parle l’avaient en effet toujours beaucoup occupé. Il avait une femme, des enfants ; il était pauvre, et il était bon mari et bon père. Il mourut en 1563 à Florence, d’où il n’était jamais sorti. D’après son portrait, gravé en tête de quelques-uns de ses ouvrages, sa figure était belle, douce et rendue vénérable par une barbe longue et épaisse. C’était un des hommes que la nature avait le plus heureusement doués, et à qui il n’a manqué que la fortune.

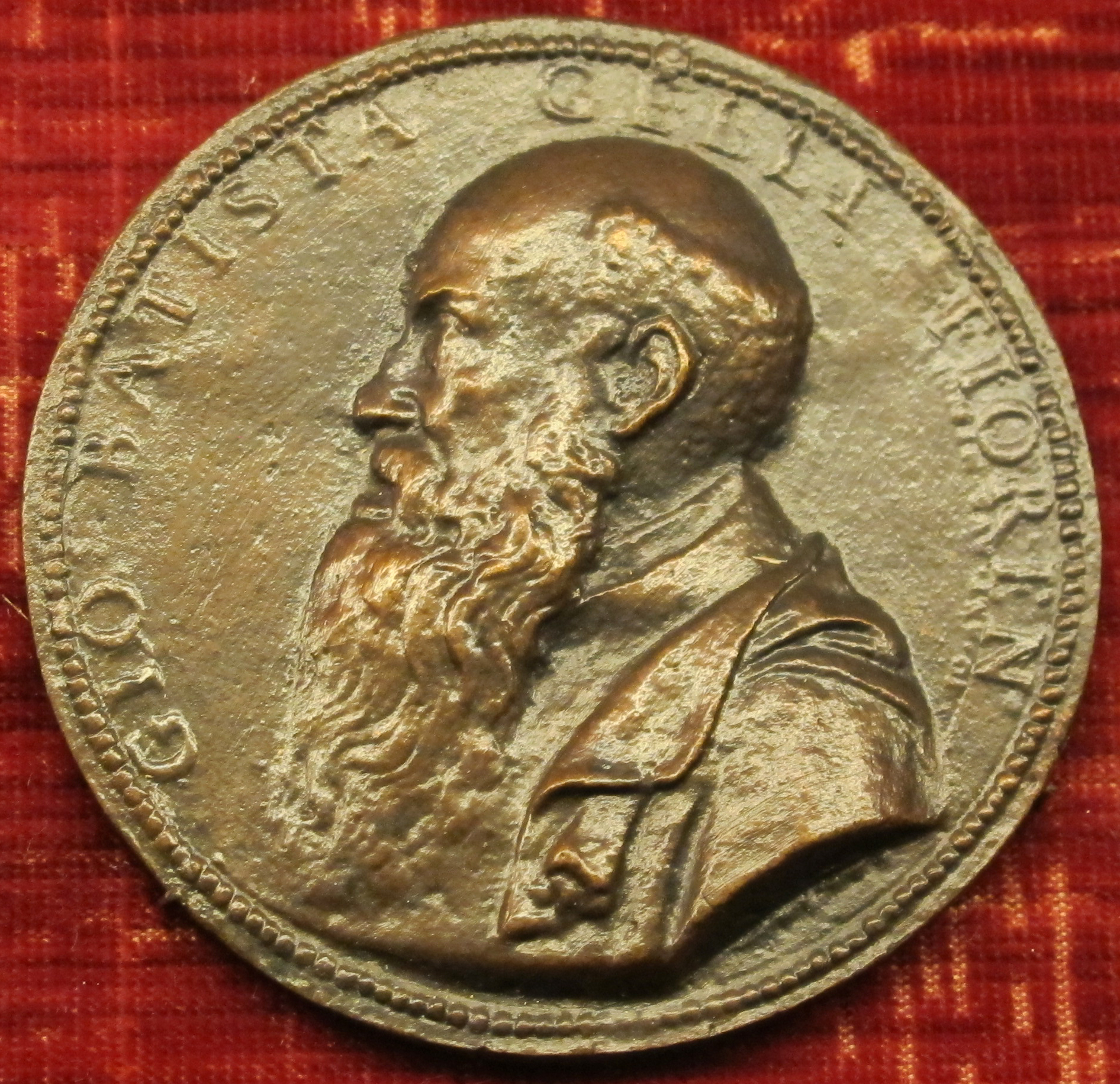
Médaille de Giambattista Gelli par Giovanni Antonio de' Rossi

Ses ouvrages, cités par les académiciens de la Crusca comme autorités dans la langue, sont : 
- Tutte le lezioni fatte nell’Accademia fiorentina, Florence 1551 in-8. Ce sont les leçons ou lectures qu’il avait faites dans les séances de l’Académie, depuis 1547, sur quelques passages du Dante et de Pétrarque : elles avaient d’abord paru séparément à différentes dates ; elles furent recueillies en un seul volume dans cette édition de 1531, par Torrentino, qui n’y mit point son nom. Ce fut le succès de ces leçons qui engagea Cosme Ier à charger l’auteur d’expliquer publiquement le poème entier du Dante ; ce qu’il fit jusqu’en 1551, deux ans avant sa mort. Elles furent publiées, depuis 1554 jusqu’alors, en sept différents petits volumes, dont chacun porte le titre de Lettura 1a 2a 3a etc., sopra lo Inferno di Dante, avec le nom du consul sous lequel ces lectures ont été faites ; ce qui en marque l’année. Elles sont toutes divisées en leçons : la première lecture en a douze, et le discours ; la seconde, un autre discours et dix leçons ; la troisième et la plupart des autres, aussi dix leçons. Il est rare de pouvoir réunir ces sept parties. Salvino Salvini, dans ses Fastes consulaires, indique surtout la cinquième comme très difficile à trouver.
- I capricci del Bottaio, Florence, 1548, in-8. C’est la meilleure édition et la plus rare de ce livre, dans l’auteur introduit un certain Giusto, vieux tonnelier florentin, qui disserte dans une singulière sur différents sujets de philosophie morale. Il feint que ce Giusto, homme sans instruction et sans lettres, mais doué d’un bon sens naturel et d’une longue expérience, dormant peu la nuit à cause de son grand âge, avait l’habitude de parler tout haut et de s’entretenir seul avec son âme, c’est-à-dire avec lui-même : Bindo son neveu, qui couchait dans une chambre voisine séparée par une simple cloison, avait tout entendu, tout recueilli : et c’est d’après ses notes que Gelli fait part au public des dialogues nocturnes du vieux Giusto avec son âme, sous le titre plus original que l’ouvrage même, des Caprices du tonnelier. Il n’en parut d’abord que huit, simplement intitulés Dialoghi del Gallo, col dialogo dell’invidia, Florence, 1546, in-4. L’auteur en deux autres en 1548 ; et c'est d’après cette seconde édition, qui est très belle et très correcte, qu’il en a été fait, tant à Florence qu’ailleurs, un grand nombre d’autres où l’on ne trouve pas à beaucoup près la même élégance typographique ni la même correction. Les explications et les instructions que l’âme de Giusto lui donne sont fort sages ; elles ont pour objet la nature même de l’âme, la conduite de la vie, le soin d’éviter les vices qui la troublent, le bonheur d’une condition privée et d’une vie obscure, celui que l’on peut goûter même dans la vieillesse, et les avantages de cet âge si l’on veut en écarter les passions folles, les regrets du passé et les craintes de l’avenir : cette philosophie n’est pas très profonde et l’on pourrait peut-être tirer plus de ce cadre bizarre, mais assez ingénieux, et qui était alors nouveau.
- La Circé, Florence, Torrentino, 1549, in-8 ; ouvrage dont l’idée est encore plus bizarre et dont l’exécution est aussi plus originale et plus piquante. La fiction allégorique d’Homère (Odyssée, l. X) qui fait changer Grecs en pourceaux dans l’ile de Circé est le fondement de celle de Gelli. Mais dans Homère, Ulysse obtient de la magicienne que ses compatriotes, rendus à leur première forme, retourneront avec lui dans leur patrie : la Circé de Gelli n’a pas changé les Grecs en pourceaux seulement, mais en différentes sortes d’animaux ; et, quand Ulysse la prie de leur rendre la forme humaine, elle met pour condition qu’ils y consentiront eux-mêmes. Ulysse n'en fait aucun doute ; mais il se voit bien loin de compte, lorsque ayant proposé à chacun d’eux de redevenir homme et de quitter son état de bête, il reçoit un refus de tous et l’explication de leurs motifs. Il n’y a que l’éléphant qui soit assez raisonnable pour consentir à reprendre l’exercice entier de la raison humaine ; et c’est avec lui seul qu’Ulysse va rejoindre ses compagnons et son vaisseau. L’ouvrage est divisé en dix dialogues, dans chacun desquels Ulysse fait sa proposition à l’un de ces animaux, qui tous, à l’exception du dernier, lui font les mêmes réponses. Il prend les choses de loin ; car les quatre premiers auxquels il s’adresse sont une huître, une taupe, un serpent et un lièvre. On sent que s’ils trouvent des raisons spécieuses pour préférer leur état au notre, des animaux tels que le chien, le lion, le cheval, en ont encore de plus fortes. On reconnait dans cette fable, dont il existe une ancienne traduction française par le sieur Duparc (Paris 1567, 1572, in-16), et par un anonyme (ibid., 1681, in-12), la source d’où la Fontaine a titré la première de son 12e livre, intitulée Les compagnons d’Ulysse.

« Il s’en vit de petits, exemplum ut talpa. »

La Circé n’eut pas moins d’éditions que les Capricci. Torrentino la réimprima en 1550 et en 1562, in-8 ; ces réimpressions ont des mérites particuliers qui les font préférer, surtout la première des deux, à celle de 1549.
- Deux comédies en prose, l'une intitulée la Sporta, Florence, 1545, 1548, in-8 ; et l’autre lo Errore, Florence, 1536, in-8. La première est tirée de l’Aulularia ou de l’Avare de Plaute ; la Sporta est un petit panier à deux anses où le vieux Ghirigoro a mis son trésor. Gelli avoue dans son prologue l’emprunt qu’il a fait au poète latin ; on assure qu’il en avait fait un autre dont il n’a pas parlé ; que c’était Machiavel qui avait voulu traiter ce sujet d’après la comédie de Plaute, qu’il n’avait point achevé la sienne, qu’il en avait laissé les fragments entre les mains d’un de ses amis, que ces fragments étaient parvenus au Gelli, et qu’ayant suppléé ce qui manquait, celui-ci l’avait publiée sous son nom sans mettre, comme il l’aurait dû, Machiavel entre Plaute et lui. Cette pièce fut réimprimée à Florence 1550, 1556, 1587, et depuis à Venise et ailleurs. Dans plusieurs de ces réimpressions, on a retranché de la première scène du cinquième acte des traits un peu vifs sur les martyrs et sur St-Martin ; mais ce sont les premières éditions, qui sont entières, que citent les académiciens de la Crusca. Ils ne font aucune mention de l’Errore, dont le Gelli avoue que le sujet est emprunté de la Clitie de Machiavel. C’est un vieillard amoureux d’une femme qui n’est pas la sienne : les deux femmes, qui sont amies, s’entendent pour se moquer de lui. Pris dans un piège qu’on lui a tendu, il ne s’en tire qu’en consentant au mariage de son fils avec la fille de cette même femme à qui il avait voulu plaire. Machiavel a tiré lui-même de la Casina de Plaute cette comédie dont le fond est très-immoral : le Gelli en a fort adouci le fond et la forme ; mais il en a aussi presque entièrement effacé la couleur et détruit la force comique. La première édition est extrêmement rare ; elle fut réimprimée à Florence en 1603, et l’a été plusieurs fois depuis. On donne à ces deux comédiens des éloges qui sont peut-être exagérés, surtout à l’égard de la seconde. Les caractères, la situation, le dialogue et le style de la Sporta ont bien plus de vivacité, et cette inégalité peut autoriser à croire qu’elles ne sont pas en effet de la même main.
- On trouve des vers du Gelli dans la description des fêtes qui furent célébrées à Florence en 1539, pour le mariage de Cosme Ier avec Éléonore de Tolède : Apparato e Feste nelle Nozze dell'illustris. sig. duca di Firenze e della Duchessa sua Consorte, colle sue stanze, madrigali, commedia, ed intermedi in quelle recitati, Florence, 1539 in-8. Dans ces fêtes, accompagnées de spectacles magnifiques, Appolon et les neuf Muses décorés de tous leurs attributs, les dieux et les déesses des fleuves et des rivières de la Toscane, les principales villes de ce duché personnifiées, et chantaient des pièces de vers, des stances héroïques, des madrigaux à la louange des deux époux. Tous ces vers, parmi lesquels il y en a de très ingénieux, sont de Gelli.
- Dans le recueil intitulé Tutti i trionfi carri, mascherate o canti carnascialeschi, ou chants composés pour les fêtes populaires de Florence, du temps de Laurent Magnifique jusqu’en 1539, il y a deux de ces qui sont de Gelli ; ce sont ceux des de miroirs maestri di far specchi, et des couturiers, agucchiatori. Dans le premier, quelques idées morales sur l’usage qu’hommes et femmes, jeunes et vieux, peuvent faire du miroir, sont plus analogues au caractère et aux idées habituelles de l’auteur que ne le sont, dans le second, les plaisanteries libres et les équivoques sur les bas, les bonnets et les bourses que fabriquent les couturiers et sur l’instrument dont ils se servent. Le sujet qu’il choisit pour ce dernier chant est une raison de plus pour croire que c’était plutôt la profession de bonnetier que celle de tailleur qui était la sienne ; en tête de l’une de ses comédies, la Sporta, on lui donne ou il prend aussi le titre de calzaiuolo fiorentino ; cependant le dictionnaire historique italien de Bassano lui donne celui de sartore. Mathieu Toscano dans son Peplus Italiæ, n° 167, lui attribue le même état, en lui consacrant ce quatrain :

« Quæ calamo æternos conscripsit dextera libros
Sæpe hæc cum gemino forfice rexit acum.
Induit hic hominum peritura corpora veste ;
Sensa tamen libris non peritura dedit. »

Et dans la prose qui suit, il ajoute : Sutoriam artem exercuit Florentinus Gellius etc.
- Enfin, Gelli traduisit du latin plusieurs ouvrages, tels que l’Hécube d’Euripide, qu’il transporta, de son aveu, du latin d’Érasme en vers italiens, et qui fut imprimée in-8, sans date et sans nom de lieu, elle est très rare ; la Vie d’Alphonse d’Este, duc de Ferrare, écrite en latin par Paul Jove, Florence, 1553 in-8 ; un traité, non pas des couleurs en général, comme le portent presque toutes les biographies et les bibliographies, mais des couleurs des yeux, de’ colori degli occhi, de Simone Porzio, philosophe napolitain, Florence, Torrentino, 1551, in-8. On trouve à la fin du volume une petite dissertation, traduite du même auteur, sur une jeune fille qu’on prétendait avoir vécu en Allemagne plus de deux ans sans manger et sans boire. Le philosophe Porzio prend dans cet opuscule la liberté de révoquer en doute un phénomène qu’on donnait pour constant ; et il explique au pape Paul III les raisons qu’il a de n’y pas croire, ainsi que les faits naturels qui ont pu donner lieu à cette erreur.

## Ouvrages
- Dialogues moraux : Capricci del bottaio, La Circe (années 1540).
- La sporta (1543).
- L'errore (1556).
- Plusieurs écrits historiques (influencées par Annius de Viterbe, qui interpréta très librement les textes bibliques pour affirmer que la Toscane avait été fondée par Noé après le Déluge).